# Diecezja Almenary

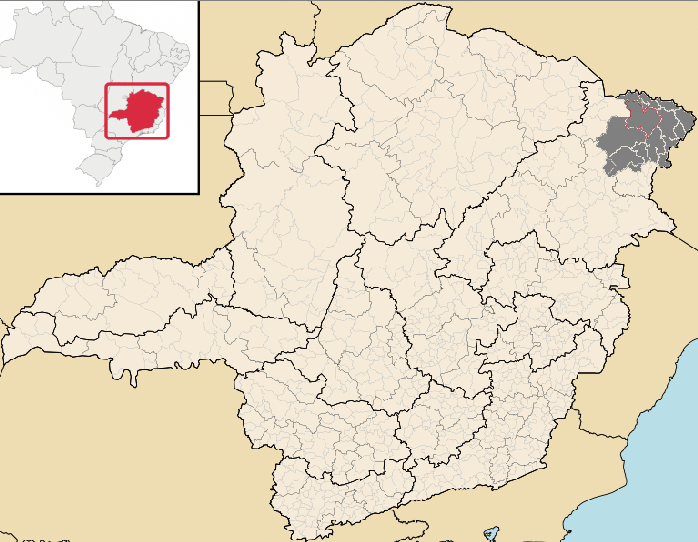
Diecezja Almenary.

File:Regional CNBB Leste 2.png

Diecezja Almenary (łac. Dioecesis Almenarensis) – diecezja Kościoła rzymskokatolickiego w Brazylii. Należy do metropolii Diamantina, wchodzi w skład regionu kościelnego Leste II. Została erygowana przez papieża Jana Pawła II 28 marca 1981.

## Główne świątynie
- Katedra: Katedra św. Jana Chrzciciela w Almenarze

## Ordynariusze
- José Geraldo Oliveira do Valle CSS (1982-1988)
- Diogo Reesink OFM (1989-1998)
- Hugo María Van Steekelenburg OFM (1999-2013)[1]
- José Carlos Brandão Cabral (2013-2022)[1][2]
- José Hamilton de Castro (od 2023)